# Gerhard Füssmann
Gerhard Füssmann (* 17. Dezember 1928 in Bamberg; † 13. November 1993 ebenda) war ein deutscher Ruderer.

## Biografie
Gerhard Füssmann qualifizierte sich zusammen mit Waldemar Beck als Deutscher Meister 1952 im Doppelzweier für die Olympischen Sommerspiele 1952 in Helsinki. In der Olympia-Regatta schied das Duo im Hoffnungslauf des Halbfinals aus und wurde am Ende Siebter.